# سوپ بنیادین
سوپ بنیادین (انگلیسی: Primordial soup) اصطلاحی است که توسط زیست‌شناس شوروی الکساندر اپارین معرفی شد. در سال ۱۹۲۴، وی نظریه‌ای برای مبدأ حیات در زمین معرفی کرد که از طریق تبدیل در طول تکامل مرحله به مرحله ذرات کربن‌دار صورت می‌گیرد.